# Bobby Fischer
Robert James Fischer, detto Bobby (Chicago, 9 marzo 1943 – Reykjavík, 17 gennaio 2008), è stato uno scacchista statunitense naturalizzato islandese, undicesimo campione del mondo di scacchi dal 1972 al 1975.
Fu il primo e finora unico scacchista statunitense a potersi fregiare del titolo di Campione del mondo. Conquistò il titolo, battendo il grande maestro sovietico Boris Spasskij nel match del 1972, in un'epoca, quella tra il 1946 e il 1991, in cui era appannaggio della scuola sovietica. È considerato tra i migliori giocatori di scacchi di tutti i tempi.

## Biografia
Fischer nacque al Michael Reese Hospital di Chicago. Sul suo certificato di nascita come padre viene indicato il biofisico tedesco Gerhardt Fischer. La madre Regina Wender, che era nata in Svizzera da una famiglia polacca di origini ebraiche, era stata un'operaia in una fabbrica bellica e aveva continuato a studiare diventando prima insegnante, poi infermiera ed infine medico, laureandosi all'Università di Mosca, dove aveva conosciuto Gerhardt Fischer, che aveva sposato a Mosca nel 1933 e dove nel 1938 era nata la loro figlia Joan. Nel 1945 divorziarono, ma nel frattempo Regina aveva fatto ritorno negli Stati Uniti (1939). In un articolo del 2002 sul Philadelphia Inquirer Peter Nicholas e Clea Benson sostengono che il vero padre biologico di Fischer fosse il fisico ebreo ungherese Paul Nemenyi.

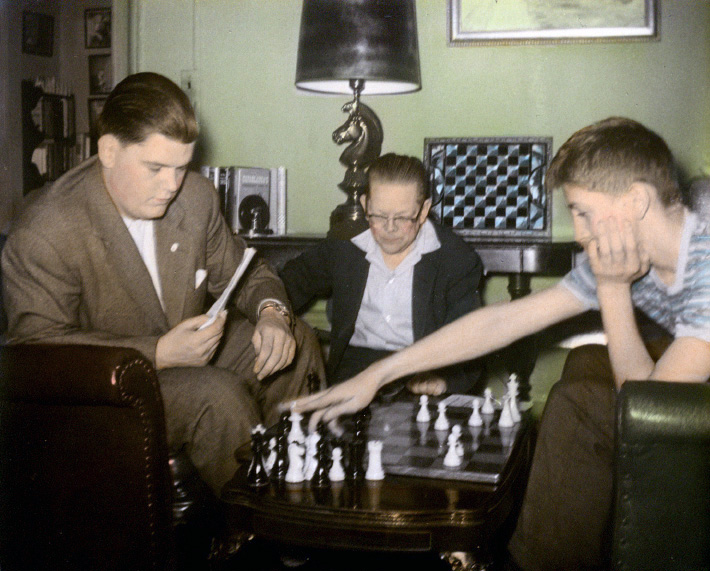
Fischer assieme a Jack Collins (al centro) e William Lombardy (a sinistra)

Infatti Gerhardt Fischer non avrebbe potuto in alcun modo essere il padre di Bobby: nel 1939 Gerhardt e Regina si trovavano in Europa e mentre a lei fu concesso di rientrare negli Stati Uniti, a lui fu negato il permesso di immigrazione per le sue sospette simpatie comuniste, cosicché non risulta neppure che egli possa mai aver messo piede negli Stati Uniti. Nel 1942 Regina ebbe una storia d'amore con Paul Nemenyi e questo appare persino negli atti dell'FBI, che seguiva segretamente la vita privata della coppia sospettando che la donna potesse essere una spia al servizio dei sovietici, tanto più da quando a Paul Nemenyi era stato affidato un importante incarico presso il Naval Ordnance Laboratory di White Oak in Maryland. Tuttavia Fischer, a partire dagli anni sessanta, negò fermamente di avere origini ebraiche. 
All'età di sei anni, quando la famiglia si trasferì a Brooklyn, egli imparò da sé il gioco degli scacchi leggendo il libretto di istruzioni di una scacchiera. Si allenò con la sorella e nel giro di qualche settimana si dimostrò un giocatore troppo forte per lei. Quando il ragazzo compì tredici anni, la madre chiese a Jack Collins di esserne l'istruttore di scacchi; questi aveva insegnato a diversi grandi giocatori, compresi William Lombardy e Robert Byrne. Fischer trascorse molto tempo nella casa di Collins, descritto da alcuni come una figura paterna per il ragazzo. Bobby frequentò, abbandonandola dopo un breve periodo, la Erasmus Hall High School, dove molti insegnanti lo ricordavano come una persona difficile. Il suo primo vero trionfo arrivò nel luglio 1956, quando vinse il campionato juniores statunitense che a quei tempi lo qualificava al campionato maggiore. Nello stesso anno giocò diverse partite brillanti, tra cui quella contro il futuro maestro internazionale Donald Byrne, una partita passata alla storia come un capolavoro e che fu dichiarata da molti esperti "la partita del secolo" così come avvenne in seguito anche per il match per il titolo mondiale da lui disputato.

## Carriera

### Otto volte campione americano
Nel gennaio 1958 vinse il campionato degli Stati Uniti, detto "zonale", e si qualificò al torneo interzonale, risultato che gli valse il titolo di "maestro internazionale". Samuel Reshevsky, il grande favorito del torneo, e la presenza di tutti i migliori maestri americani in attività non impedirono a Bobby, nemmeno quindicenne, di vincere imbattuto il torneo.

Nel 1959 Fischer partecipò per la terza volta al campionato americano, in seguito ribattezzato "Torneo Rosenwald". Qui diede un'anticipazione del suo carattere eccentrico che caratterizzò poi il campionato del mondo contro Boris Spasskij. Per esempio pretese che gli abbinamenti fossero sorteggiati pubblicamente, clausola peraltro prevista dal regolamento FIDE, ma di fatto un capriccio, visto che avere sorteggio pubblico o privato non cambiava alcunché, a meno che qualcuno non cercasse di barare, ed è difficilissimo farlo in un torneo. Arrivò al punto di lasciare scegliere al comitato organizzatore il suo sostituto, visto che se non fosse stato accontentato si sarebbe ritirato. In seguito durante il torneo volle la presenza del suo avvocato sul palco per garantirsi contro ogni irregolarità. Furono i primi episodi evidenti di una lunga serie che caratterizzarono la sua immagine e la sua leggenda. Vinse il campionato con grande facilità, del resto nei tornei americani vinse otto volte consecutive, tutte quelle a cui partecipò. In quello del 1963-64 vinse addirittura tutte le partite.

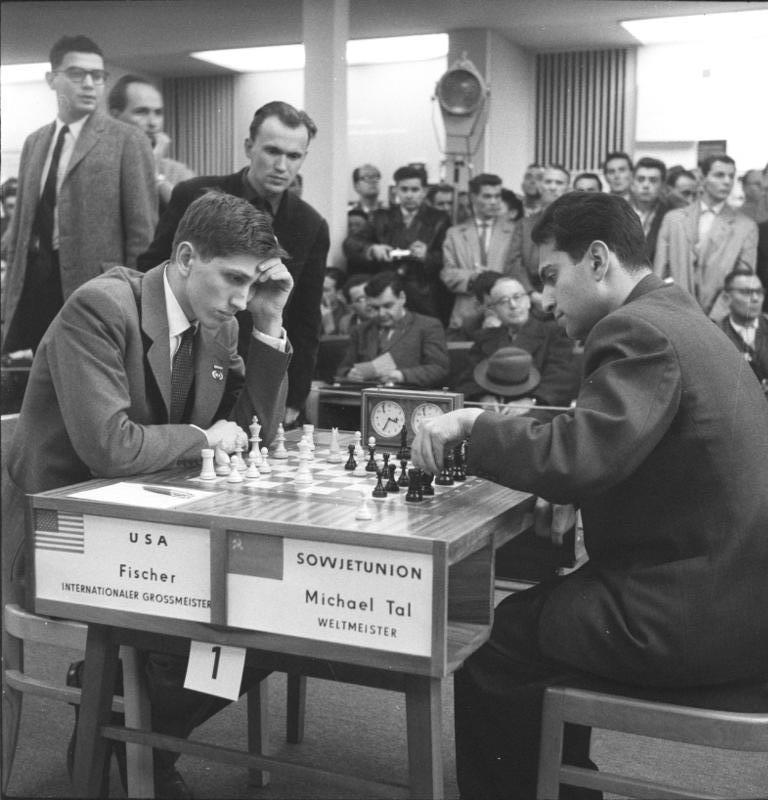
Fischer affronta Michail Tal' durante le Olimpiadi degli scacchi del 1960

### Le prime partecipazioni al ciclo mondiale
Fischer partecipò per la prima volta alle selezioni per il campionato del mondo nel torneo interzonale del 1958, tenutosi a Portorose, in Jugoslavia, dove ottenne un piazzamento utile alla qualificazione al torneo dei candidati dell'anno successivo. Grazie a questo risultato, divenne dunque "grande maestro internazionale" a quindici anni, sei mesi e un giorno (record di precocità rimasto imbattuto fino al 1991, quando fu superato da Judit Polgár) e abbandonò la scuola.
Nel torneo dei candidati del 1959, giocato in varie città della Jugoslavia, la sua giovanissima età non gli permise però di imporsi: si classificò al 5º-6º posto su otto concorrenti. Tra l'altro il vincitore del torneo Michail Tal' gli diede una dura lezione, vincendo tutte le quattro partite giocate contro di lui . Nel 1960 Fischer giocò in due tornei argentini: nel primo, tenutosi a Mar del Plata, vinse insieme a Spasskij, nel secondo, a Buenos Aires, finì solo al tredicesimo posto, il peggior risultato della sua carriera. Molti grandi maestri, comunque, come ad esempio Aleksandr Alechin e Paul Keres, ebbero simili alti e bassi durante la loro carriera.

### Primo ritiro e ritorno
Al successivo torneo interzonale, tenutosi a Stoccolma nel 1962 fra gennaio e marzo, realizzò uno strepitoso risultato. Vinse il torneo con 2,5 punti di vantaggio sul secondo classificato, qualificandosi al torneo dei candidati del 1962 che si sarebbe disputato a Curaçao fra il maggio e il giugno di quell'anno. Nell'isola caraibica vinse Tigran Petrosjan senza perdere neppure una partita e pareggiandone 19 su un totale di 27. Tal' si ammalò e dovette ritirarsi, mentre Fischer terminò al quarto posto, con 8 vittorie, 7 sconfitte e 12 patte, dietro a Petrosjan, Keres e Geller. 
Fischer reagì violentemente: riteneva che i giocatori sovietici si fossero accordati per brevi patte tra di loro, destinando la maggior parte dei loro sforzi contro gli avversari non russi. Una volta eliminati tutti gli altri i sovietici sarebbero rimasti i soli a giocarsi "in casa" il diritto a sfidare il campione del mondo. Egli scrisse un articolo sui presunti imbrogli dei sovietici , in particolare del vincitore del torneo e futuro campione del mondo Petrosjan. Questo portò ad un'aspra battaglia tra Fischer e la FIDE. L'americano, in uno dei pochissimi articoli da lui redatti, asserì: «I russi hanno truccato lo scacchismo mondiale» e che durante le partite si consultavano a vicenda.
Le accuse ebbero ampia risonanza nel mondo scacchistico. I sovietici affidarono il compito di rispondere a Paul Keres, che negò ogni accusa rivolta ai giocatori sovietici. Nonostante tutto questo, la FIDE decise di dare maggiore spazio ai giocatori non sovietici e cambiò il regolamento, in modo da togliere ai sovietici qualsiasi possibilità di accordo o macchinazione. Fischer tuttavia non era soddisfatto: dichiarò che non avrebbe più giocato in tornei all'estero e che era comunque il miglior giocatore del mondo, chiedendo un torneo per dimostrarlo. Siccome la FIDE non ottemperò, Bobby non si presentò al torneo interzonale di Amsterdam del 1964. Richiese poi una borsa di 5.000 dollari per partecipare alle Olimpiadi di Tel Aviv dello stesso anno, che gli fu rifiutata e quindi non vi partecipò.

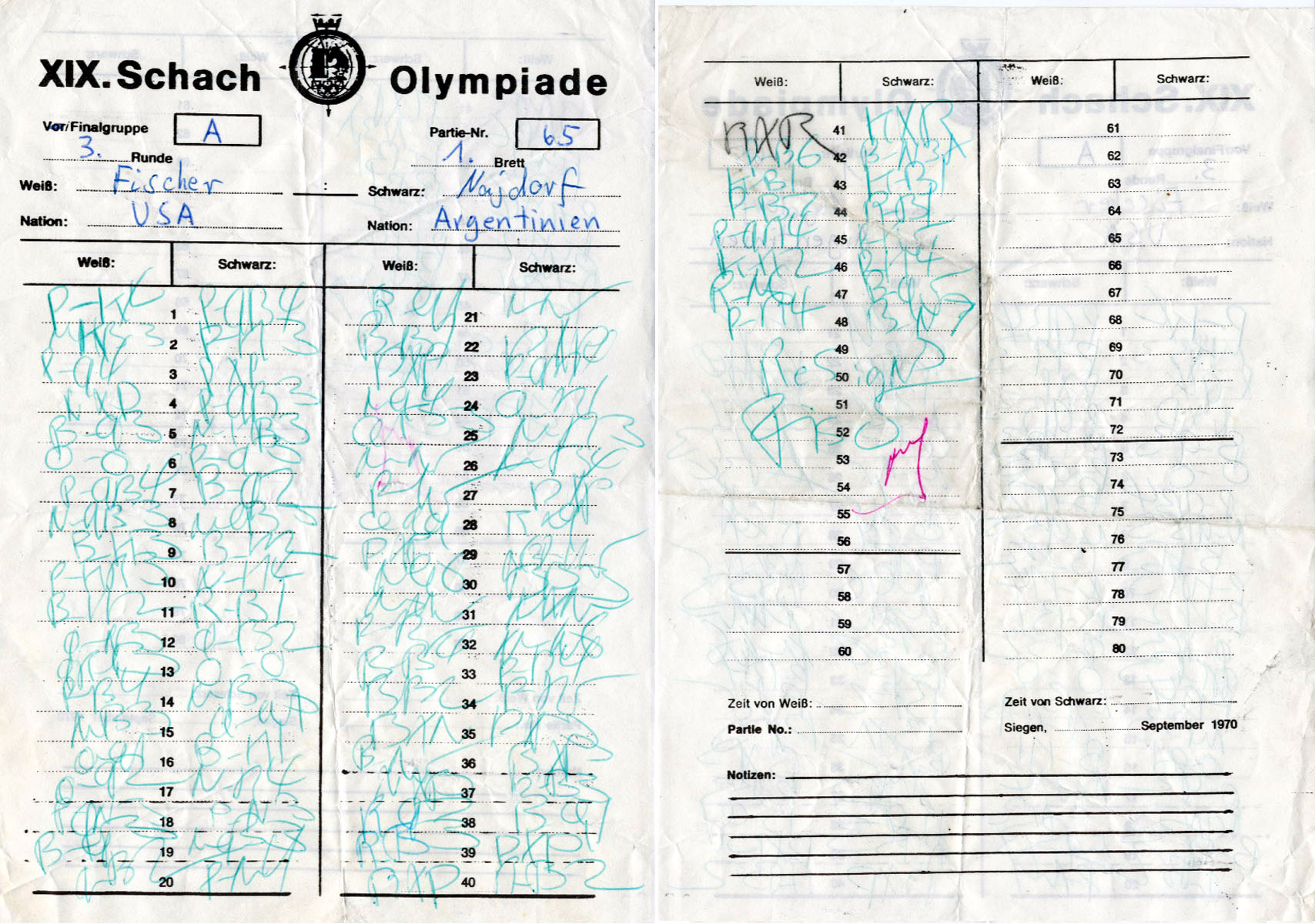
Il formulario di Fischer della partita contro Miguel Najdorf alle Olimpiadi degli scacchi del 1970

Nel 1962 apparve sulla rivista Harper's Magazine un'intervista concessa da Fischer allo scrittore Ralph Ginzburg. Bobby manifestò in questa intervista la sua ben nota misoginia: in risposta al commento della campionessa statunitense di scacchi Lisa Lane che lo considerava "il più forte giocatore vivente", come riportato dall'intervistatore, egli dichiarò testualmente: «L'affermazione è corretta, ma Lisa Lane non può valutarlo. Le donne sono deboli, tutte le donne lo sono, e sono stupide se paragonate agli uomini, non dovrebbero giocare a scacchi. Contro un uomo perdono sempre, non esiste donna al mondo alla quale non potrei dare un cavallo di vantaggio e vincere ugualmente».
Nel periodo tra il 1962 e il 1967 Fischer si ritirò quasi totalmente dall'attività agonistica. Partecipò però, giocando per via telematica dal Marshall Chess Club, al Capablanca Memorial, che si tenne nel 1964 a L'Avana. Nel 1967 Fischer ritornò sui suoi passi, accettando di partecipare al torneo interzonale di Susa, in Tunisia. Dopo dieci turni era in testa con ampio margine, ma scoppiò una disputa sulle sue pratiche religiose con gli organizzatori, non si presentò alla partita successiva e fu squalificato.

### Campione del mondo: il "match del secolo" di Reykjavík

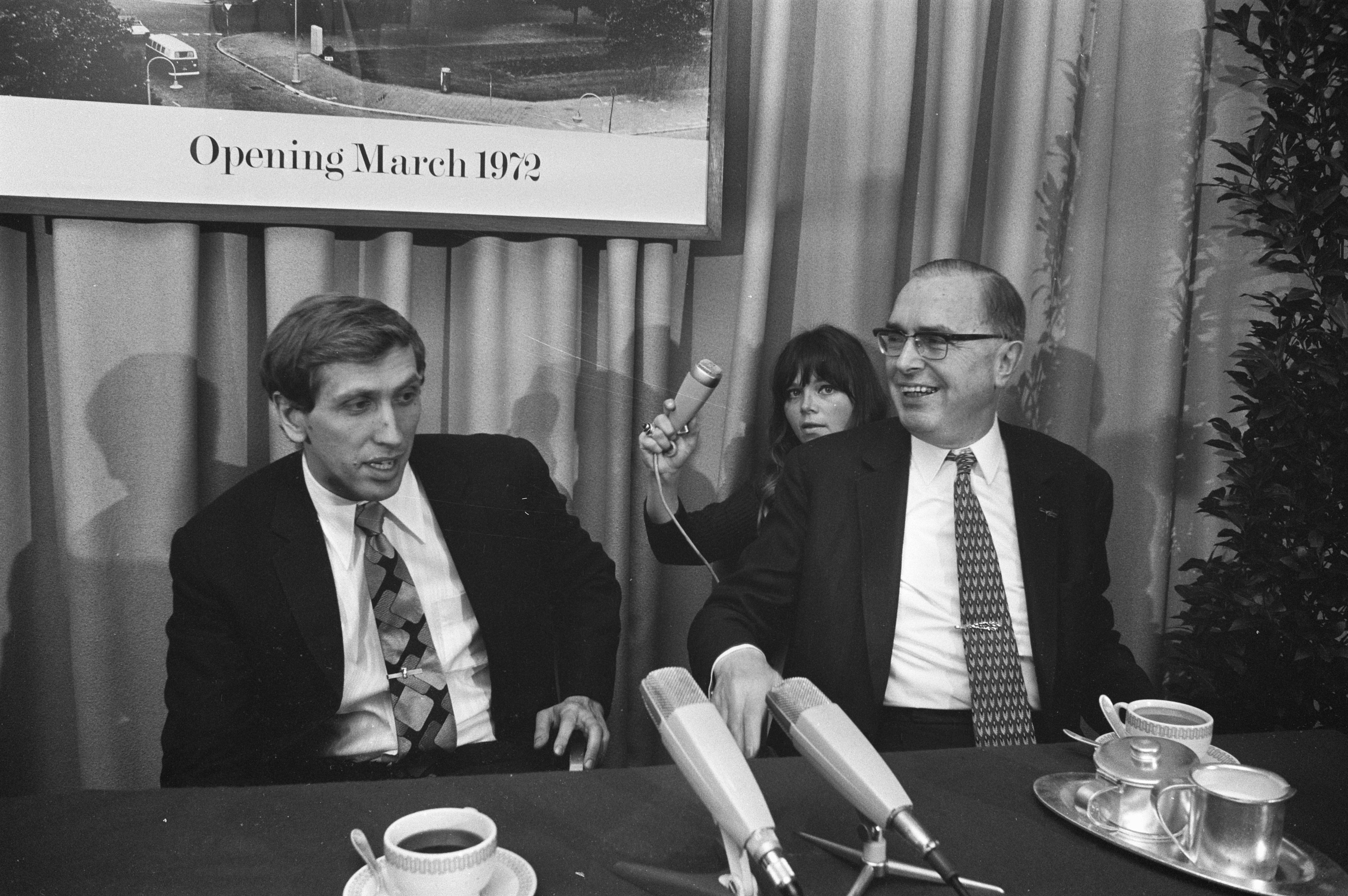
Bobby Fischer assieme al presidente della FIDE Max Euwe pochi mesi prima dell'inizio del campionato del mondo 1972

Fu il torneo interzonale del 1970 a Palma di Maiorca che portò Fischer sulla strada del campionato del mondo.
Mise in mostra il meglio della sua abilità nei match dei candidati, ottenendo una serie di strepitosi risultati che non è mai stata eguagliata: sia Mark Tajmanov che Bent Larsen vennero demoliti per 6-0 senza patte. Solo l'ex campione del mondo Tigran Petrosjan, ultimo avversario di Fischer nei match dei candidati, riuscì in parte ad arginare la sua forza, ponendo termine alla lunga fila di vittorie, ma ciononostante Fischer vinse il match per 6,5 a 2,5 . Nel 1971 il campione statunitense aveva ottenuto il diritto di sfidare Boris Spasskij per il titolo mondiale.
Quello che la stampa, soprattutto occidentale, ribattezzò subito "l'incontro del secolo" tra Spasskij e Fischer si svolse a Reykjavík, in Islanda, da luglio a settembre del 1972. All'inizio, dato il suo temperamento volubile e le molte richieste che pose agli organizzatori, sembrò improbabile che Fischer si presentasse, ma all'ultimo minuto decise di partecipare. È stato detto che una telefonata di Henry Kissinger, che faceva appello al suo patriottismo, aiutò a salvare l'incontro; il fatto che una donazione di 125.000 dollari portò il montepremi a 250.000 dollari fu probabilmente un altro fattore determinante.

La prima partita servì solo ad aumentare la tensione che circondava l'incontro. Fischer, che non aveva mai sconfitto Spasskij nei loro pochi incontri precedenti, sembrò avere partita facile con i pezzi neri, quando commise un grave errore, di un  tipo assai raro in una partita tra grandi maestri. A seguito della sua sconfitta, Fischer fece ulteriori richieste agli organizzatori, e quando queste non vennero soddisfatte si rifiutò di presentarsi, facendo assegnare a Spasskij la vittoria a tavolino. Sembrò che Fischer stesse per scomparire. La cronaca giornalistica di allora sui quotidiani di tutto il mondo riportava intere colonne sulle gesta di Fischer, soprattutto lontano dalla scacchiera, ed erano lette avidamente per sapere se aveva spaccato la fotocamera in testa a qualche giornalista oppure se avesse giocato il successivo turno. Alla fine dell'articolo, in una riga, si leggeva: "Il campione in carica, Spasskij, sta bene".
La leggenda vuole che, in questo, che fu il momento più acuto della sua costante lotta con gli organizzatori, Fischer ricevette, quando aveva già prenotato il volo per il ritorno negli Stati Uniti, una telefonata dal consigliere per la sicurezza nazionale di allora, Henry Kissinger, che lo convinse a proseguire per l'onore del suo Paese. Storia o mito, Fischer giocò e vinse la terza partita, dopodiché non si voltò più indietro e ottenne alla fine una vittoria inequivocabile su Spasskij per 12,5 a 8,5, anche se nella seconda parte del torneo le forze dei due contendenti sembrarono riequilibrarsi. Questo evento cementò due pietre miliari nella carriera di Fischer: l'ambizione di essere campione del mondo di scacchi ed essere il giocatore con il più alto punteggio Elo di sempre (un punteggio di 2785, il primo al mondo ad andare sopra i 2700). La vittoria di Fischer fu considerata anche una specie di vittoria propagandistica per gli Stati Uniti del periodo della guerra fredda, confermando che il più forte giocatore del mondo, in uno sport dominato dai sovietici fin dalla fine della seconda guerra mondiale, era ora un americano.
La vittoria del titolo portò a Fischer e agli scacchi una pubblicità incredibile negli USA. Il pubblico statunitense impazzì per la sfida Fischer-Spasskij  . Fischer divenne una celebrità il cui nome era conosciuto da persone che nulla sapevano di scacchi. Ricevette innumerevoli offerte come testimonial e apparve anche alla televisione nazionale. La United States Chess Federation (federazione scacchistica degli Stati Uniti) triplicò i suoi iscritti e negli USA innumerevoli persone iniziarono a giocare a scacchi, creando quelli che vengono comunemente definiti gli anni del "boom di Fischer". L'ultima volta in cui gli scacchi erano stati così di attualità tra il pubblico americano era stato nel 1859, quando Paul Morphy ritornò negli USA dopo aver battuto i più grandi maestri europei.

### La rinuncia a difendere il titolo
Nel 1975 giunse il momento in cui Fischer dovette difendere il titolo contro Anatolij Karpov. Fischer non aveva giocato una sola partita ufficiale da quando aveva vinto il titolo e stese delle condizioni vincolanti per il match. La FIDE accolse diverse delle sue richieste, ma non accettò quella sul come l'incontro sarebbe stato vinto. A partire dal congresso FIDE del 1949, la regola era che gli incontri del campionato del mondo erano composti di un numero massimo di 24 partite, con vittoria al primo giocatore che otteneva 12,5 punti. In caso di parità sul 12 a 12, il campione in carica manteneva il titolo. Fischer sostenne che questo sistema incoraggiava il giocatore in testa a pattare le partite, il che non era un bene per gli scacchi. Egli propose un incontro con un numero illimitato di partite, con il primo giocatore che arrivava a dieci vittorie come vincitore, le patte non contavano. In caso di punteggio che arrivava sul 9 pari, il campione (Fischer) avrebbe mantenuto il titolo. In effetti ciò significava che Fischer aveva bisogno di vincere nove partite, mentre Karpov ne doveva vincere dieci. La FIDE non accettò queste condizioni e quindi Fischer rinunciò al titolo. Karpov divenne campione per abbandono dell'avversario.
A questo punto Fischer scomparve e non giocò a scacchi in pubblico per quasi venti anni.

### La seconda sfida contro Spasskij
Riemerse dall'isolamento per sfidare nel 1992 Spasskij, allora al 96º-102º posto della classifica mondiale, nella "rivincita del XX secolo" dopo vent'anni di assenza dalle competizioni . Questo incontro, che venne giocato utilizzando il suo nuovo orologio, si svolse a Budua, all'epoca in Jugoslavia, generando qualche controversia, in quanto la Jugoslavia era sottoposta da parte dell'ONU a un duro embargo che comprendeva sanzioni sugli eventi sportivi. Fischer insistette affinché gli organizzatori presentassero l'incontro come "il campionato del mondo di scacchi", anche se in quel momento Garri Kasparov era il campione riconosciuto dalla FIDE. In una conferenza stampa prima dell'incontro, un Fischer istrionico sputò su un documento del Dipartimento di Stato degli Stati Uniti d'America che proibiva a Fischer di giocare negli stati balcanici a causa delle sanzioni economiche in vigore. Per tutta risposta, venne incriminato e venne emesso un mandato di cattura per il suo arresto. Da allora non è più tornato negli Stati Uniti. L'ultima partita del match contro Spasskij resterà l'ultima partita ufficiale della sua vita.

### Gli ultimi anni
Dopo l'incontro che Fischer si aggiudicò abbastanza facilmente, scomparve improvvisamente un'altra volta. In quegli anni visse tra Ungheria, Filippine e Giappone. Nell'estate del 1993 visitò i Polgár, "la famiglia reale ungherese degli scacchi", le cui tre figlie erano enfant prodige avviate agli scacchi dai genitori (per Fischer fu la madre); giocarono ma discussero anche dello sterminio degli ebrei: i quattro nonni delle ragazze erano sopravvissuti ai lager.
Nel 1999 rilasciò un'intervista telefonica ad una radio ungherese che iniziò con Fischer che rispondeva alle domande degli ascoltatori, ma che ben presto degenerò in invettive incoerenti: Fischer si descriveva come vittima di un complotto internazionale giudaico. La stazione di Budapest tagliò il collegamento, ma Fischer fece una trasmissione simile attraverso una radio  filippina. L'improvvisa ricomparsa fu apparentemente innescata quando parte degli averi di Fischer, conservati in un magazzino di Pasadena, furono venduti dal proprietario del magazzino per il mancato pagamento dell'affitto. 

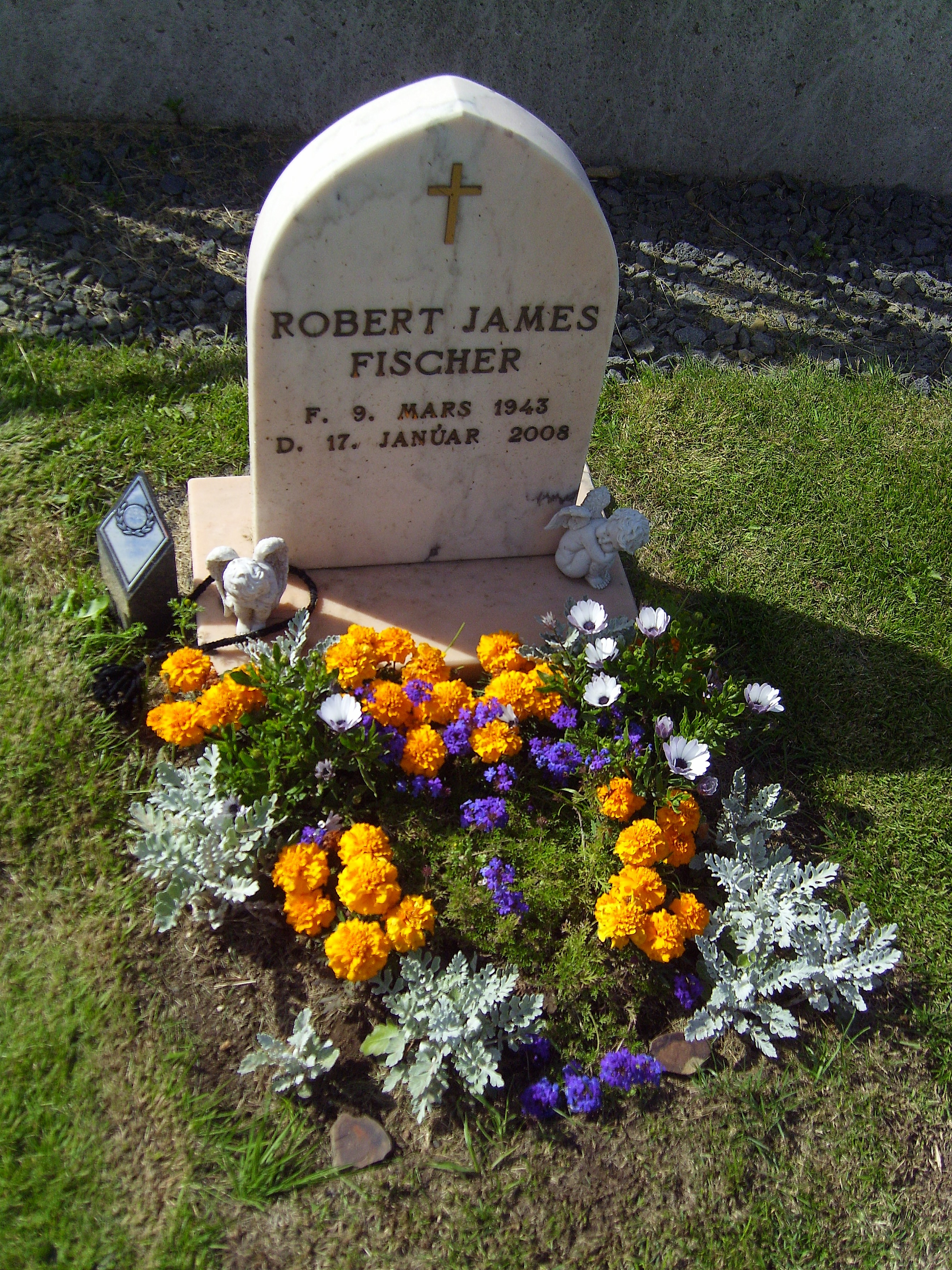
La tomba di Fischer al Laugardælir Church Cemetery presso Selfoss in Islanda

Anche se Fischer non giocò a scacchi in pubblico dal 1992, ci sono state diverse voci sul fatto che abbia giocato su Internet, ma nessuna ebbe basi nella realtà. Nel 2001 emersero voci che sostenevano che Fischer avesse giocato anonimo partite lampo su Internet chess server usando aperture estremamente svantaggiose, battendo giocatori molto forti. Il grande maestro britannico Nigel Short riportò la sua esperienza in un messaggio discusso in un thread di Usenet. Si è ipotizzato che il misterioso Fischer fosse in realtà un computer; si può trovare un'analisi ai punti 134 e 139 di Tim Krabbé's chess diary. Quando fu intervistato a tal proposito, Fischer dichiarò di non aver mai giocato online.
Il 13 luglio 2004 fu arrestato all'aeroporto Narita di Tokyo dalle autorità nipponiche per conto degli Stati Uniti, ufficialmente per un passaporto irregolare: il governo statunitense non aveva mai perdonato a Fischer "la rivincita del XX secolo" nel 1992 nell'ex Jugoslavia, allora sotto embargo ONU. Boris Spasskij, il 10 agosto 2004, scrisse una lettera aperta al presidente degli Stati Uniti George W. Bush in sostegno del collega:
Fu rilasciato qualche mese dopo quando il governo islandese gli concesse il passaporto. Dopo il ritiro in Islanda si persero nuovamente le sue tracce fino all'inizio di dicembre 2006, quando un canale della televisione islandese diffuse una trasmissione sugli scacchi. Due grandi maestri si sfidavano in diretta con cadenza di 30 minuti a testa. Ad un certo punto il giocatore con il nero sbagliò e perse. I due avversari cominciarono allora ad analizzare la posizione per trovare quale fosse la continuazione corretta. Nel corso dell'analisi giunse una telefonata allo studio televisivo: Bobby Fischer in diretta disse al conduttore televisivo con Helgi Ólafsson: "vorrei segnalare che la continuazione vincente per il nero è la seguente", fornì quindi una sequenza di tre mosse assai spettacolari. I due grandi maestri convennero che il piano corretto era quello proposto da Bobby. Nonostante Fischer vivesse da recluso, dimostrò anche in quel periodo di non aver perso l'abilità nel creare mosse geniali.
Nel 2015 la cantautrice Patti Smith in una intervista alla PBS NewsHour racconta dell'incontro con lo scacchista Bobby Fisher avvenuto nel 2007, l'episodio viene riportato nel libro M Train 
A Reykjavík, in Islanda, il luogo dove nel 1972 aveva colto il suo massimo trionfo scacchistico, morì improvvisamente il 17 gennaio 2008 dopo un ricovero per insufficienza renale acuta. Aveva 64 anni.
Aveva passato gli ultimi anni leggendo molto e frequentando una libreria del luogo chiamata Bókin
Lo psichiatra islandese Magnús Skúlason, amico di Fischer, gli è stato accanto fino al giorno in cui si è spento ed è stato testimone delle sue ultime parole:
(Bobby Fischer  )
I suoi modi stravaganti e la sua vita privata caratterizzata da solitudine, scarse abilità sociali e ossessione per lo studio degli scacchi portano molti psicologi a ritenere che Fischer fosse nel quadro clinico della sindrome di Asperger.

## Innovazioni negli scacchi
Nel 1988 Fischer presentò una pratica per il brevetto (US Patent number 4 884 255) di un nuovo tipo di orologio digitale per scacchi. L'orologio Fischer permetteva l'aggiunta di un incremento in secondi al tempo a disposizione del giocatore che effettuava la mossa. Un'innovazione che permise negli anni duemila l'abolizione sia dell'aggiornamento, ormai diventato obsoleto a causa di database e motori scacchistici, e la caduta in disuso del quickplay finish. Il nuovo orologio fu presentato in pubblico da Fischer nell'incontro con Boris Spasskij del 1992 a Sveti Stefan, ma ci vollero anni prima che il suo utilizzo si diffondesse in pianta stabile nella pratica di torneo.
Il 19 giugno 1996 a Buenos Aires (Argentina) Fischer annunciò e sostenne la validità di una variante degli scacchi chiamata Scacchi960 o Scacchi Fischer Random. Questa è essenzialmente un raffinamento di una vecchia idea: mescolare casualmente la disposizione iniziale dei pezzi (lasciando invariata la posizione dei pedoni e mantenendo le torri una a destra ed una a sinistra del re, per permettere gli arrocchi). Formalmente, il gioco degli scacchi diventa una delle possibili posizioni di partenza degli Scacchi960, così chiamato per via delle 960 configurazioni iniziali possibili. Fischer riteneva che questo avrebbe ridotto l'importanza di memorizzare le mosse di apertura, rendendo così più importanti la creatività e il talento. La variante ha ottenuto un moderato successo, con l'organizzazione di un piccolo numero di incontri e tornei a cui hanno preso parte dei grandi maestri e con l'istituzione di un campionato del mondo della variante nel 2003. Fischer comunque non ha mai giocato a questa variante in pubblico così come non ha giocato in pubblico agli scacchi ortodossi dopo il 1992.

## La personalità di Fischer
Essendo uno dei più famosi giocatori di scacchi di tutti i tempi, la personalità di Fischer, così come il suo gioco, è stata soggetta a un considerevole interesse, che sfociò anche nel film In cerca di Bobby Fischer. I suoi modi di fare stravaganti e la sua vita privata caratterizzata da solitudine, scarse abilità sociali e ossessione per lo studio degli scacchi portano a ipotizzare che Fischer fosse affetto dalla sindrome di Asperger. Secondo alcuni parte della popolarità di Fischer, rispetto ad altri scacchisti più blasonati e vincenti di lui (ad es. José Raúl Capablanca, Boris Spasskij, Anatolij Karpov, Garri Kasparov, Magnus Carlsen), sarebbe dovuta anche al fatto che Fischer rappresenta nell'immaginario collettivo uno dei simboli della guerra fredda.
Una delle fonti scritte più citate riguardo alla personalità del campione di scacchi, anche se fu oggetto di grandi polemiche da parte dello stesso Fischer e altri psicologi, è il libro La psicologia del giocatore di scacchi di Reuben Fine, psicologo e grande maestro di scacchi. Con un'analisi di tipo freudiano "vecchio stile", l'autore mette in rilievo diversi aspetti interessanti della personalità di Fischer, aspetti noti grazie all'amicizia e conoscenza personale tra i due. Fine aveva giocato con Fischer quando questi era ancora adolescente e in seguito lo rivide e lo intervistò appositamente per il libro, senza però comunicargliene l'intenzione. Alcune caratteristiche peculiari della personalità del campione sono state formalizzate per iscritto da Fine: per esempio l'amore per i bei vestiti e le scarpe di lusso fatte su misura, la totale dedizione al gioco, il carattere polemico e l'insofferenza alle sconfitte, il disprezzo per il sistema di "gioco collettivo" dei campioni russi di allora che avevano il monopolio assoluto nel mondo degli scacchi, nonché i suoi progetti nel caso fosse diventato campione del mondo, come poi avvenne. In buona sostanza, Fischer voleva innanzitutto comprarsi dei bei vestiti, una casa a forma di torre e soprattutto fissare nuovi standard nei compensi per i tornei.
Uno degli articoli più famosi che trattano della personalità di Fischer è Ritratto di un genio come un giovane maestro di scacchi di Ralph Ginzburg, apparso in Harper's Magazine nel 1962. Anche se condotta quando aveva solo diciotto anni, la carenza di interviste rilasciate da Fischer negli anni seguenti ha comportato che questa venisse ampiamente citata. In essa si riporta un Fischer che fa commenti denigratori sulle donne che giocano a scacchi («Sono tutte deboli, tutte le donne. Sono stupide se paragonate agli uomini.») e sui giocatori ebrei («Ci sono troppi ebrei negli scacchi. Sembra che abbiano portato via la classe del gioco. Capisci, non mi sembra che si vestano molto bene.»). Parlò anche del suo allontanamento dalla madre, che era essa stessa ebrea, tanto che da ragazzo lo accompagnava ai tornei sua sorella invece della madre. Parlò inoltre delle sue ambizioni scacchistiche, compreso il desiderio di costruire e vivere in una casa a forma di torre.
Oltre alle sopra citate innovazioni, presentate dopo il suo ritiro dalle competizioni scacchistiche, Fischer fu autore di diverse dichiarazioni e pubblicazioni che, nonostante non trattassero di scacchi, vennero ampiamente riportate e discusse. Tra le prime ci fu il pamphlet Sono stato torturato nella prigione di Pasadena! pubblicato con lo pseudonimo di Robert D. James, nel quale raccontò in dettaglio le esperienze successive al suo arresto del 1981, dopo essere stato scambiato per un rapinatore di banche ricercato dalla polizia, dalla quale dichiarò di essere stato trattato "brutalmente". Fischer venne inoltre accusato di aver danneggiato le proprietà della prigione, nello specifico un materasso.
Fischer ebbe opinioni politiche profondamente controverse e a tratti anche provocatorie, compreso un antisemitismo rabbioso, forse conseguenza delle origini ebree della madre, probabilmente colpevole ai suoi occhi di averlo concepito con un uomo che non era suo marito e di averglielo tenuto nascosto sino all'adolescenza, e di cattivi rapporti con altri ebrei conosciuti nell'arco della sua vita, e un forte antiamericanismo nella fase finale della sua vita, quando fuggito e mai più tornato negli Stati Uniti visse in esilio fino alla morte dichiarandosi vittima di un complotto o di una persecuzione alle sue spalle da parte di chi lo ricercava a causa del mancato rispetto delle regole americane sull'embargo alla Jugoslavia nella rivincita contro Spasskij.
Nel 1984 chiese per iscritto ai redattori dell'Encyclopaedia Judaica di rimuovere il suo nome dalla pubblicazione sulla base del fatto che egli non era ebreo. Il giorno dopo l'11 settembre rilasciò un'intervista con Pablo Mercado e il gran maestro Eugenio Torre a Radio Bombo, una stazione radio filippina, nella quale confermò il suo antisemitismo fanatico: oltre a dichiararsi felice per l'accaduto, tra le altre cose parlò di un complotto giudaico mondiale e negò l'Olocausto; inoltre, colse l'occasione per lamentarsi del programma per computer Bobby Fischer Teaches Chess, tratto dal libro omonimo, che usava il suo nome senza il suo permesso.
Nel 2002 sono venuti alla luce dei documenti dell'FBI riguardanti la madre di Fischer, spiata fin dagli anni quaranta e sospettata di aver lavorato per i sovietici. A quanto sembra, si sospettava che lo stesso Fischer potesse essere stato approcciato dai sovietici. Tutto questo in aggiunta a materiale del KGB, che dettagliava gli sforzi combinati delle organizzazioni scacchistiche sovietiche contro di lui. Fischer citò il film In cerca di Bobby Fischer come un esempio della "cospirazione giudaica" per trarre profitto da lui e al tempo stesso macchiare la sua reputazione. Il film parlava di un bambino prodigio negli scacchi che aveva poco a che fare con il "vero" Fischer, nonostante ciò, il produttore del film usò la fama del campione americano per promuovere la pellicola, senza ricompensarlo direttamente. Nei primi anni settanta, Fischer aderì alla setta religiosa avventista Chiesa mondiale di Dio di Herbert W. Armstrong, ma ne uscì nel 1977.

## Bobby Fischer nella cultura di massa
- In cerca di Bobby Fischer è un film del 1993 diretto da Steven Zaillian, basato sulla vita di Joshua Waitzkin, dove il talento del protagonista viene paragonato a quello di Fischer.
- Ne La grande partita di Edward Zwick del 2014 viene riproposta la sfida mondiale del 1972 fra Fischer e Spasskij, con Tobey Maguire nei panni del campione del mondo americano.
- Nel romanzo Brick for stone di Alessandro Barbero, Bobby Fischer è uno dei personaggi realmente esistiti che prenderà parte ad una squadra selezionata dalla CIA nel tentativo di sventare l'attentato dell'11 settembre; lo scacchista viene scelto proprio per le sue capacità di anticipare le mosse dei suoi avversari.

## Opere
- 60 partite da ricordare, Milano, Mursia, 2011, ISBN 978-88-425-3858-5.
- Bobby Fischer insegna gli scacchi (con Donn Mosenfelder e Stuart Margulies), Hoepli, 1986, ISBN 9788820300654.
- Mi hanno torturato nel carcere di Pasadena! Cesena-Roma, Caissa Italia, 2011, ISBN 978-88-88756-77-6.
- La storia degli scacchi a fumetti: Bobby Fischer , Le due torri, 2024 , ISBN 978-8885720770